# 上海市中国中学
上海市中国中学，是位于上海市徐汇区的一所完全中学，徐汇区实验性示范性高中，老校区位于永嘉路、高中部新校区位于钦州南路，1933年在日本侵华战争时期由周慎修、杨安仁、周祖贞、季永章等人以“欲救亡图存，非教育不足以言此”为名兴办，并冠以「中国」二字。

## 学校历史
学校建成后由于教学成绩卓著，在上海教育界颇有社会影响力。1936年，在学校建校三周年之时，张学良、柳亚子等政界要员和社会名流共101人为中国中学题词祝贺，目前学校的校名就是由张学良所写，校训「智、勇、仁、恕」由于右任所写。